# Liška šedá (šelma)
Liška šedá či liška šedostříbrná (Urocyon cinereoargenteus) je poměrně velká liška z čeledi psovitých (Canidae), která obývá území jižní Kanady, jižní část Spojených států amerických a Střední Ameriky až po Venezuelu. Spolu s liškou ostrovní (Urocyon littoralis) jsou jedinými zástupci rodu Urocyon.

## Popis

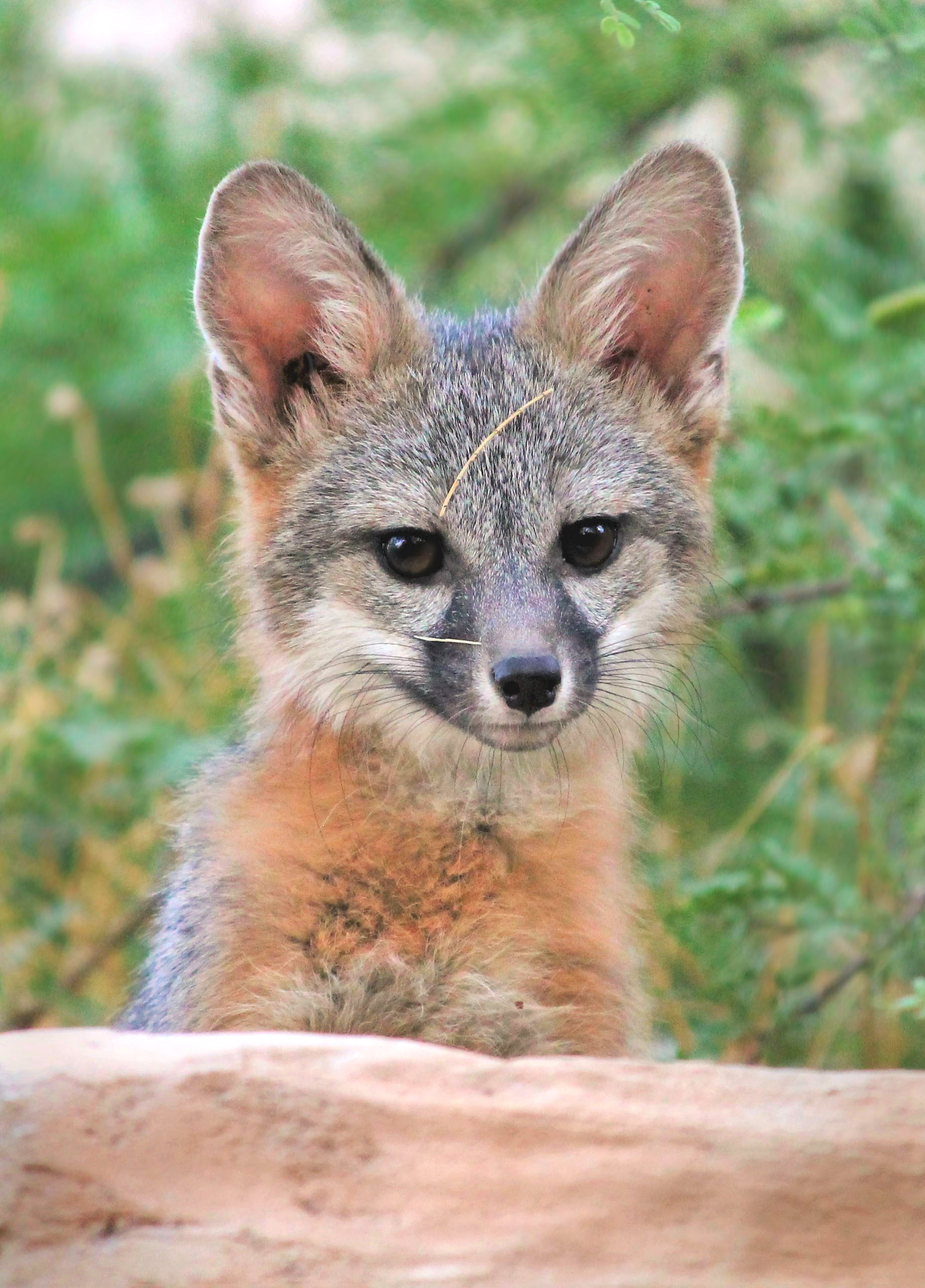
Detail hlavy

Liška šedá je štíhle stavěná šelma, její tělo (bez ocasu) měří na délku 52–68 cm. Jak už z jejího názvu plyne, většinou je její zabarvení bílo-šedivé, ale často se objevují i jedinci s barvou zlatou. Na první pohled vypadá liška šedá spíše jako pes, až na její dlouhý huňatý ocas, který je pro lišky typický a který bývá zakončený černou barvou. Ten nejčastěji měří mezi 30 až 40 cm. Má krátké uši, výrazné oči a její hmotnost se pohybuje kolem mezi 2 a 7 kg.

## Chování
Liška šedá je šelma s převážně noční nebo soumračnou aktivitou. Je velice mrštná a umí rychle běhat. Spolu s psíkem mývalovitým je jediným druhem psovitých, který aktivně šplhá po stromech. V případě nebezpečí dokáže velice rychle vylézt do velkých výšek (až 18 metrů), kde se skvěle zamaskuje. V korunách stromů sbírá i potravu (plody). Je to typický všežravec, přednost však dává masité potravě. Tu tvoří větší hlodavci, zajícovci, ptáci, v létě pak ve velké míře hmyz. Velice ráda si pochutná i na ovoci a různých druzích ořechů.
Březost trvá okolo 60 dní a samice rodí nejčastěji 3–6 (maximálně 10) mláďat, která jsou několik prvních týdnů plně odkázána na rodiče. Rodí se slepá a tmavě zbarvená. Doupata si často zřizuje v dutinách stromů, mnohdy vysoko nad zemí.
Dožívá se 4 až 5 let ve volné přírodě a až 14 let v zajetí.

### Kompetice, predace, nemoci
Na mnoha místech výskytu se setkává s liškou obecnou, nad níž většinou dominuje. Liška obecná je nicméně přizpůsobivější vůči lidským aktivitám, tudíž se její areál neustále rozrůstá, na rozdíl od lišky šedé.
Hlavním predátorem je kojot, který v některých oblastech výrazně redukuje liščí populaci.
Nemoci zahrnují vzteklinu a psinku.